# Кришнамишра
Кришнамишра (санскр. कृष्ण मिश्र, Kŗshna Miçra) — индийский драматург, автор аллегорической драмы «Прабодхачандродая».

## Биография
О биографии Кришнамишры известно немного. Он жил во второй половине XI века в северной Индии (по одной версии, родился в Бенаресе). Судя по содержанию его поэмы, вероятно, принадлежал к брахманам.

## «Прабодхачандродая»
Кришнамишра — автор аллегорической драмы «Прабодхачандродая» («Восход луны знания», «Торжество светлой мысли»). Драма стала предметом десяти санскритских комментариев. До XIX века появилось около десяти пьес-подражаний.
Драма была переведена на многие языки Индии: хинди, брадж, бенгальский, гуджарати, урду, тамильский, телугу, малаялам и другие. В XVII веке был сделан перевод на персидский язык. Английский перевод появился в 1812 году, а к концу века существовали уже три немецких перевода (1820, 1842, 1846), русский (1847), нидерландский (1869) и французский (1899).
Драма представляет интерес для изучения борьбы идей: в ней пропагандируется учение философа Шанкары и критикуются материалистические учения. Поэт защищает вишнуизм и представляет буддизм как «грубый и самый гнусный материализм», сближая его с шиваизмом и джайнизмом.

### Издание на русском языке
- Кришна-Мисра. Торжество светлой мысли, драма в 6 актах, перев. с санскритского К. Коссовича (посв. Н. М. Языкову) // Московский литературный и учёный сборник на 1847 год. — М.: Тип. Семена, 1847. — С. 1—187.

### Энциклопедии, исследования
- Кршна Мишра // Энциклопедический словарь Брокгауза и Ефрона : в 86 т. (82 т. и 4 доп.). — СПб., 1890—1907.
- Гринцер П. А., Дубянский А. М., Серебряков И. Д. Санскритская литература VIII—XIII вв. // История всемирной литературы: В 8 томах. — М.: Наука, 1984. — Т. 2. — С. 67—74.
- Коссович К. Предисловие переводчика // Московский литературный и учёный сборник на 1847 год. — М.: Тип. Семена, 1847. — С. III—XVIII.
- Mohanti J. N. Introduction // Krishna·mishra. The Rise of Wisdom Moon. — New York: New York University Press, JJC Foundation, 2009. — P. xvii—lxi. — 396 p. — (The Clay Sanskrit Library).